# Nam-myeon, Yangju
Nam-myeon (koreanska: 남면) är en socken i kommunen Yangju i provinsen Gyeonggi i den nordvästra delen av Sydkorea, 35 km norr om huvudstaden Seoul.